# Бреннан, Ким
Кимберли Джин Бреннан (англ. Kimberley Jean Brennan; род. 9 августа 1985[…], Мельбурн), в девичестве Кроу (англ. Crow) — австралийская гребчиха, выступавшая за сборную Австралии по академической гребле в период 2006—2016 годов. Чемпионка летних Олимпийских игр в Рио-де-Жанейро, серебряная и бронзовая призёрка Олимпийских игр в Лондоне, двукратная чемпионка мира, победительница и призёрка многих регат национального значения. Также известна как спортивный функционер, член Олимпийского комитета Австралии.

## Биография
Ким Бреннан родилась 9 августа 1985 года в Мельбурне, Австралия. Дочь достаточно известного австралийского футболиста Макса Кроу, выступавшего в Викторианской футбольной лиге в 1974—1986 годах.
Начинала спортивную карьеру в лёгкой атлетике, специализировалась в беге на 400 метров с барьерами. В 2001 году на юниорском чемпионате мира в Дебрецене выиграла серебряную медаль в беге с барьерами. В сезонах 2001/02 и 2003/04 становилась чемпионкой Австралии среди юниоров, тогда как на взрослом австралийском первенстве сезона 2003/04 заняла в финале четвёртое место. Была вторым номером австралийской сборной после более успешной Яны Питтмен.
Получив травму ноги, вынуждена была уйти из лёгкой атлетики и в 2005 году занялась академической греблей. Состояла в гребной команде во время учёбы в Мельбурнском университете. Позже проходила подготовку в Австралийском институте спорта.
Первого серьёзного успеха на взрослом международном уровне добилась в сезоне 2006 года, когда вошла в основной состав австралийской национальной сборной и побывала на чемпионате мира в Итоне, откуда привезла награду бронзового достоинства, выигранную в зачёте распашных рулевых восьмёрок.
В 2007 году в восьмёрках одержала победу на этапе Кубка мира в Линце, в то время как на мировом первенстве в Мюнхене показала в той же дисциплине четвёртый результат.
Благодаря череде удачных выступлений удостоилась права защищать честь страны на летних Олимпийских играх 2008 года в Пекине, вместе с напарницей Сарой Кук в программе безрульных двоек сумела квалифицироваться лишь в утешительный финал B и расположилась в итоговом протоколе соревнований на десятой строке.
В 2009 году на чемпионате мира в Познани в безрульных двойках финишировала пятой.
На мировом первенстве 2010 года в Карапиро выиграла серебряную медаль в парных двойках и заняла четвёртое место в парных четвёрках.
В 2011 году на чемпионате мира в Бледе вновь стала серебряной призёркой в парных двойках.
Выиграв олимпийскую квалификационную регату в Люцерне, затем представляла страну на Олимпийских играх 2012 года в Лондоне. Стартовала здесь в парных одиночках и парных двойках вместе с Брук Пратли — в итоге завоевала в данных дисциплинах бронзовую и серебряную медали соответственно.
После лондонской Олимпиады Бреннан осталась в гребной команде Австралии на ещё один олимпийский цикл и продолжила принимать участие в крупнейших международных регатах. Так, в 2013 году в одиночках она победила на этапах Кубка мира в Сиднее и Люцерне, а также на мировом первенстве в Чхунджу.
В 2014 году на тех же этапах мирового кубка на сей раз взяла серебро, была второй и на чемпионате мира в Амстердаме, где в финале уступила только новозеландской гребчихе Эмме Твигг.
На мировом первенстве 2015 года в Эгбелете вновь одержала победу в одиночках, став таким образом двукратной чемпионкой мира по академической гребле. В декабре того же года вышла замуж за австралийского гребца Скотта Бреннана и начиная с этого времени выступала на соревнованиях под фамилией мужа.
Находясь в числе лидеров австралийской национальной сборной, благополучно прошла отбор на Олимпийские игры 2016 года в Рио-де-Жанейро — в программе парных одиночек обошла всех своих соперниц в решающем заезде и тем самым добавила в послужной список золотую олимпийскую медаль.
За выдающиеся спортивные достижения в 2017 году была награждена Орденом Австралии.
Официально объявила о завершении спортивной карьеры в ноябре 2018 года после рождения сына Джуда.
Впоследствии проявила себя как спортивный функционер, возглавляла атлетическую комиссию Олимпийского комитета Австралии. В 2019 году Международная федерация гребного спорта (FISA) присудила Ким Бреннан медаль Томаса Келлера в знак признания выдающейся карьеры в гребле.